# کوالا لامپور سیتی سنتر
کوالالامپور سیتی سنتر (کی‌ال‌سی‌سی) یک منطقهٔ ایجادشده چندمنظوره در کوالا لامپور، مالزی است. کی‌ال‌سی‌سی به منطقهٔ درونی و ناحیه‌ای که پارک کی‌ال‌سی‌سی را احاطه نموده است، اشاره دارد ولی این اصطلاح همین‌طور به‌صورت وسیعی برای ساختمان‌های مجاور پیرامون آن به کار برده می‌شود. این منطقه در میان خیابانهای جالان آمپانگ، جالان پی. راملی، جالان بینجای، جالان کیا پنگ، جالان پیننگ واقع شده است. همچنین هتل‌هایی مانند جی تاور، ماندارین اورینتال، فور سیزن پلیس کوالا لامپور، گرند حیات کوالا لامپور و اینتر کنتیننتال کوالا لامپور به فاصلهٔ چند قدم پیاده‌روی از آن قرار دارند.
این محوطه که دارای مساحت ۱۰۰ جریب فرنگی است، به‌صورت شهری درون شهر دیگر طراحی شده است، سرای بلندترین برج دوقلو در دنیا است، چهارمین هتل بلند مرتبه در دنیا، یک مرکز خرید، ساختمان‌های اداری و تعدادی هتل است. یک پارک عمومی و یک مسجد در این محوطه برای استفاده مردم ساخته شده‌اند. محیط فضای بسته درون کی‌ال‌سی‌سی، از طریق تأسیسات سرمایشی که در بخشی از ساختمان واقع شده‌اند خنک می‌شوند. تمام ساخت و ساز درون محوطه توسط هلدینگ کی‌ال‌سی‌سی پراپرتی برهاد (کی‌ال‌سی‌سی‌پی) از گروه شرکت‌های کی‌ال‌سی‌سی، بخش سرمایه‌گذاری املاک پتروناس، ایجاد شده بود.

## پیشینه
از لحاظ تاریخی، موقعیت مکانی ایجاد کوالا لامپور سیتی سنتر، بخشی از یک منطقهٔ مسکونی مرفه در حومهٔ شهر شمال کوالا لامپور قدیم بود که از طریق خیابان آمپانگ به شهر مرتبط می‌گردید و سرشار از ویلاها و عمارت‌هایی بود که قدمت آنها به دوران استعمار اوایل قرن بیستم بازمی‌گشت. هستهٔ مرکزی این ناحیه، مکان اصلی سلانگور تورف کلاب بود، همراه با خانه‌های زیادی که در اطراف آن ساخته بودند تا از تماشای مسابقات بهره ببرند.

## محدوده شکل‌گیری
کی‌ال‌سی‌سی، ناحیه‌ای است که در مراحل مختلف ساخت و ساز، با ترکیبی از تحولات همراه بوده است. این ناحیه به چند قطعه زمین تقسیم گردید، که برای هر کدام هدف خاصی طراحی گردید. پهنه بندی سیر تکاملی آن، بر اساس طرح جامع کی‌ال‌سی‌سی است.
| بخش | نوع بهره‌برداری   | نام                                                                                   | نکات |  |
| --- | ---------------- | ------------------------------------------------------------------------------------- | --- |  |
| A   | اداری            | برج مکزیس                                                                             | اداره مرکزی مکزیس |  |
| B   | اداری            | برج‌های دوقلوی پتروناس                                                                 | سوریا کی‌ال‌سی‌سی در پایین‌ترین سطوح طبقات برج واقع شده است. |  |
| C   | اداری / تجاری    | برج پتروناس ۳ (برج کاریگالی)                                                          | |  |
| R   | تجاری            | سوریا کی ال سی سی                                                                     | مرکز خرید مدرن کی ال سی سی |  |
| D   | هتل              | ماندارین اورینتال هتل کوالالامپور                                                     | کلوب کایو (Kyō) در طبقه زیر زمین هتل واقع شده است |  |
| D1  | نامشخص           | -                                                                                     | مکانی برای فعالیت بود. یک تونل از بخش سی (C) تا اینجا ایجاد شده بود. در حال حاضر به عنوان پارکینگ ماشین مورد استفاده قرار می‌گیرد که توسط مدیریت پارکینگ کی‌ال‌سی‌سی اداره می‌شود. |  |
| E   | تجاری            | مرکز گردهمایی کوالالامپور                                                             | آکواریوم کی ال سی سی درست در طبقه زیرین مرکز اجتماعات واقع شده است. |  |
| E1  | تجاری            | مرکز گردهمایی کوالالامپور                                                             | آکواریوم کی ال سی سی درست در طبقه زیرین مرکز اجتماعات واقع شده است. |  |
| F   | تجاری            | مرکز گردهمایی کوالالامپور                                                             | آکواریوم کی ال سی سی درست در طبقه زیرین مرکز اجتماعات واقع شده است. |  |
| G1  | تجاری            | مرکز گردهمایی کوالالامپور                                                             | آکواریوم کی ال سی سی درست در طبقه زیرین مرکز اجتماعات واقع شده است. |  |
| G   | هتل              | هتل شانگری-لا                                                                         | - |  |
| ۹۱  | تجاری            | برج پرماتا ساپورا                                                                     | - |  |
| H   | تجاری            | برج اکسان‌موبیل                                                                        | - |  |
| J   | اداری            | -                                                                                     | در حال حاضر به عنوان پارکینگ ماشین مورد استفاده قرار می‌گیرد که توسط مدیریت پارکینگ کی‌ال‌سی‌سی اداره می‌شود.                                                                      |  |
| J1  | اداری            | -                                                                                     | در حال حاضر به عنوان پارکینگ ماشین مورد استفاده قرار می‌گیرد که توسط مدیریت پارکینگ کی‌ال‌سی‌سی اداره می‌شود.                                                                      |  |
| P2  | اداری            | -                                                                                     | در حال حاضر به عنوان پارکینگ ماشین مورد استفاده قرار می‌گیرد که توسط مدیریت پارکینگ کی‌ال‌سی‌سی اداره می‌شود.                                                                      |  |
| ۱۸۵ | بهره‌برداری مختلط | بخش کی (K), کی‌ال سی‌سی برج‌های فیرمونت کوالالامپور                                      | در حال احداث بود، درحال حاضر کار ادامه ساخت به تعویق افتاده است. |  |
| K   | بهره‌برداری مختلط | بخش کی (K), کی‌ال سی‌سی برج‌های فیرمونت کوالالامپور                                      | در حال احداث بود، درحال حاضر کار ادامه ساخت به تعویق افتاده است. |  |
| ۱۷۶ | بهره‌برداری مختلط | بخش کی (K), کی‌ال سی‌سی برج‌های فیرمونت کوالالامپور                                      | در حال احداث بود، درحال حاضر کار ادامه ساخت به تعویق افتاده است. |  |
| ۱۷۷ | تأسیسات          | مرکز تأسیسات سرمایشی کی‌ال‌سی‌سی                                                         | - |  |
| ۱۷۸ | محوطه عمومی      | به عنوان مسجد شاکرین                                                                  | - |  |
| ۱۸۷ | محوطه عمومی      | پارک کی ال سی سی                                                                      | پارک شهری |  |
| L   | بهره‌برداری مختلط | جایگاه مخصوص خرده فروشی در کی ال سی سی و محیط گالری ایستگاه مترو پرسیاران کی ال سی سی | در دست احداث، یک بخش خرده فروشی جدید و گالری برای پتروناس |  |
| L1  | بهره‌برداری مختلط | جایگاه مخصوص خرده فروشی در کی ال سی سی و محیط گالری ایستگاه مترو پرسیاران کی ال سی سی | در دست احداث، بخشی از توسعه خط مترو پوتراجایا |  |
| M   | بهره‌برداری مختلط | برج اِم (درب شرقی ورود و خروج کی ال سی سی)                                             | زیر سازی برای احداث یک آسمان خراش در حال انجام است، بخشی از پارک کی‌ال‌سی‌سی و پارکینگ بود                                                                                       |  |
| N   | نامشخص           | -                                                                                     | به‌طور موقت به خاطر مترو (MRT) و ساخت بخش خرده فروشی به عنوان مسیر انحرافی دالانه کی ال سی سی مورد استفاده قرار می‌گیرد.                                                        |  |
| P   | مسکونی           | بینجای با نمایی از پارک                                                               | تنها بخش مسکونی کل محوطه |  |
| P1  | مسکونی           | بینجای با نمایی از پارک                                                               | تنها بخش مسکونی کل محوطه |  |

## سوریا کی ال سی سی

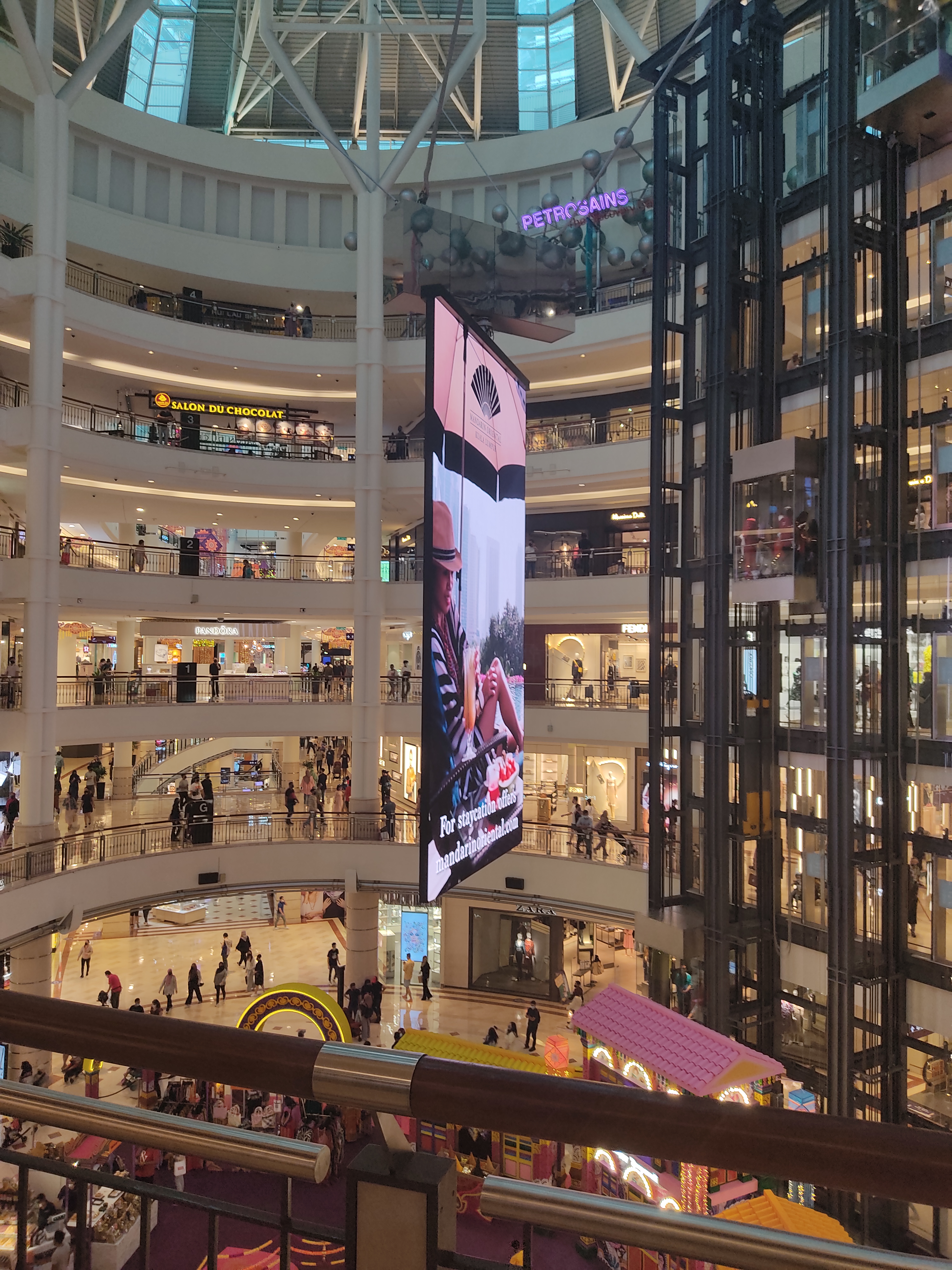
فضای داخلی سوریا کی ال سی سی در سال ۲۰۲۱

در حال حاضر سوریا کی‌ال‌سی‌سی تنها و اصلی‌ترین مرکز تجاری در ناحیه کی ال سی سی است. مراکز خرید، فضای سطوح تحتانی برج دوقلوی پتروناس را دربر گرفته است و در بخش پارکینگ آن سهیم است. در سال ۲۰۱۱، شش طبقه مرکز خرید به برج کاریگالی اضافه گردید. طرح‌هایی برای گسترش مرکز خرید به بخش کی (K) و هم چنین بخش دی یک (D1) وجود دارد. مرکز خرید از طریق یک دالانه مخصوص عابر پیاده به مرکز گردهمایی کوالالامپور مرتبط است، و به همین ترتیب توسط یک پیاده راه عابر پیاده ارتقاء داده شده، به منطقهٔ خرید بوکیت بینتانگ ارتباط دارد.

## هتل‌ها
در حال حاضر سه هتل در ناحیهٔ کی ال سی سی وجود دارد
- ماندارین اورینتال هتل، اصلی‌ترین هتل است که بین سوریا کی ال سی سی و مرکز اجتماعات قرار دارد.
- هتل شانگری-لا که به پتروناس تعلق دارد و توسط گروه هتل شانگری-لا مدیریت می‌شود، به‌طور مستقیم به مرکز اجتماعات ارتباط دارد. این هتل دارای ۵۷۱ اتاق است.
- هتل فور سیزن پِلیس کوالالامپور که توسط شرکت هتل‌های چهار فصل اداره می‌شود، در مجاورت کی‌ال‌سی‌سی واقع شده است.